# بيتز ستوديوز
بيتس ستوديوز (بالإنجليزية: Bits Studios)‏، كان ستوديو مطور لألعاب فيديو بريطاني، أسس عام 1984م، وأغلق عام 2008م. كان استديو عرف بتطوير الألعاب على أجهزة نينتندو، وسيجا، وبلاي ستيشن 2، وإكس بوكس، ومايكروسوفت ويندوز.